# Acnephalum olivieri
Acnephalum olivieri är en tvåvingeart som beskrevs av Macquart 1838. Acnephalum olivieri ingår i släktet Acnephalum och familjen rovflugor. Inga underarter finns listade i Catalogue of Life.